# Pelztierfarm

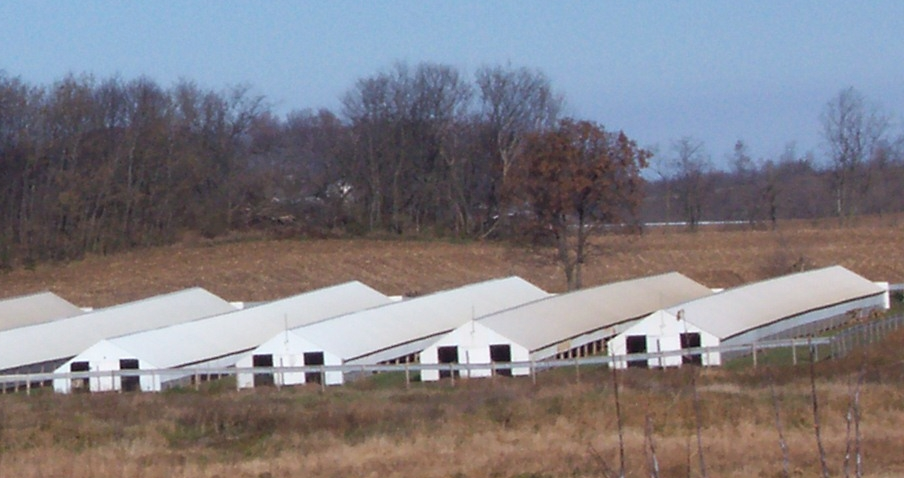
Nerzfarm in Wisconsin

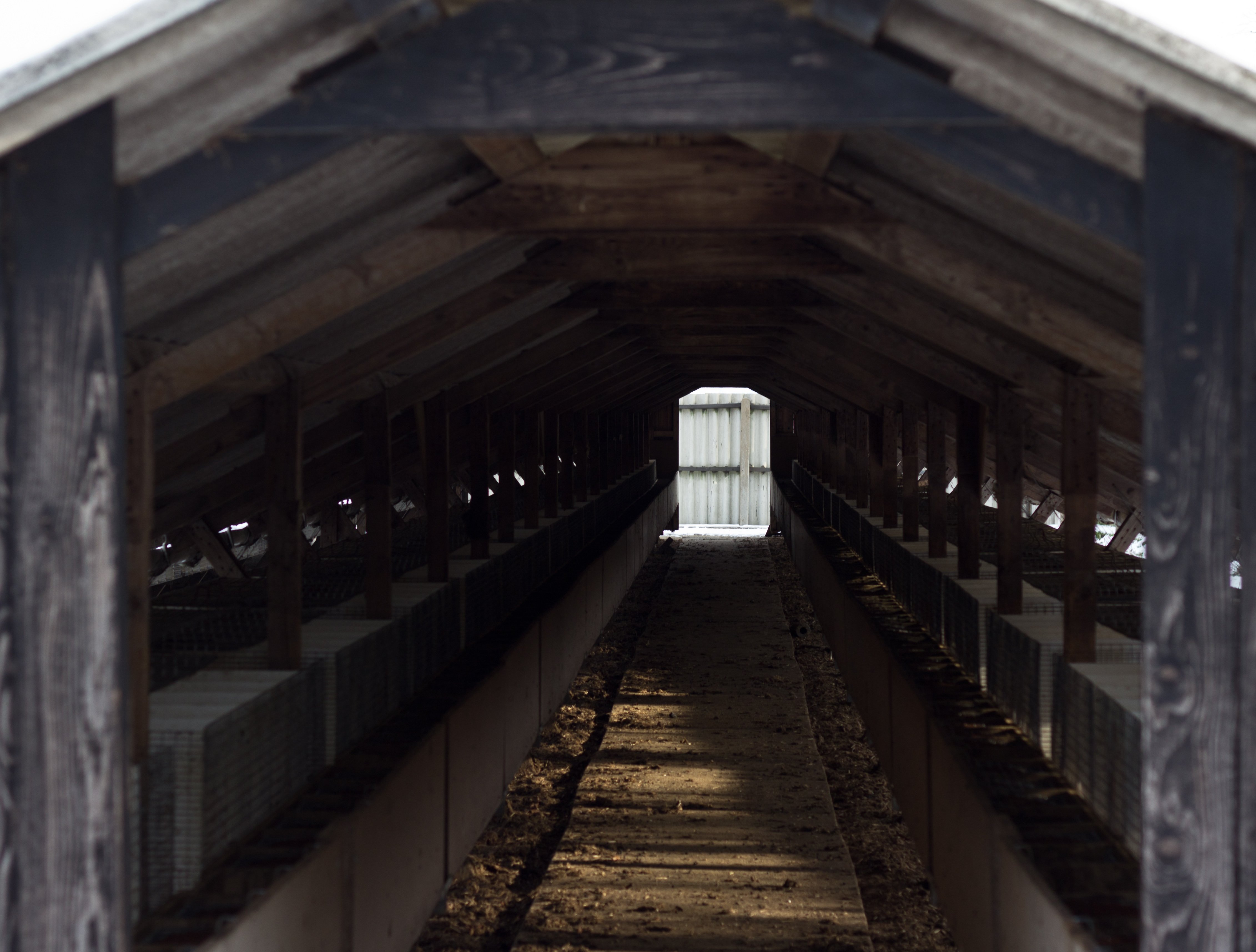
Stallung einer ehemaligen deutschen Nerzfarm

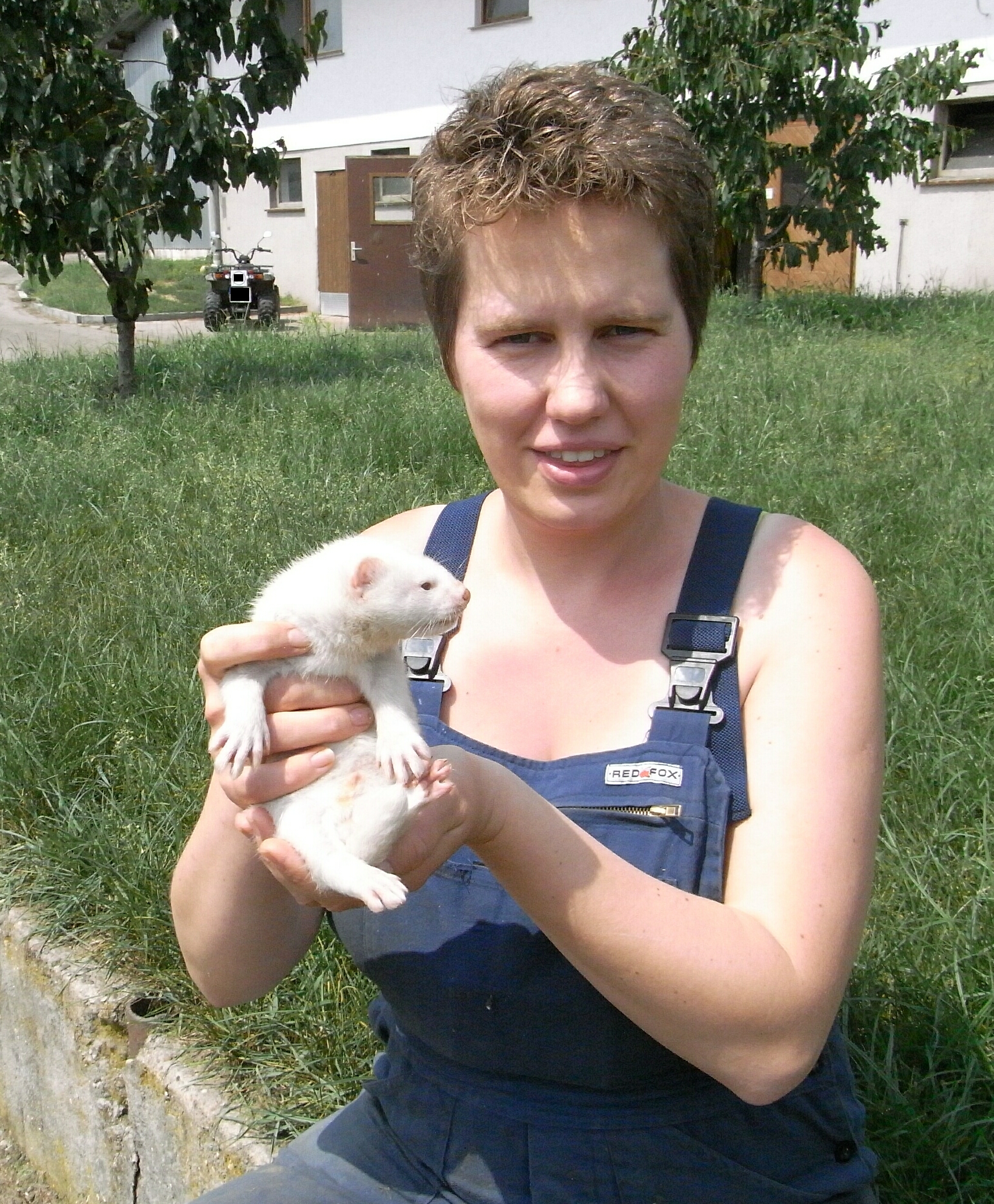
Züchterin mit Nerzwelpen

Eine Pelztierfarm ist ein Betrieb der Pelzbranche. Die Farm züchtet Pelztiere (wie Nerze, Füchse, Marderhunde, Iltisse, Kaninchen und Chinchillas), um deren Felle für Pelzbekleidung und andere Fellprodukte zu nutzen. Die Betreiber von Pelztierfarmen verstehen sich selbst als landwirtschaftlicher Nutztierhalter. 

## Vorschriften in Deutschland
Ein „Gutachten zur tiergerechten Haltung und Tötung von Pelztieren“ von 1986 und die Empfehlung des Europarates von 1999 gingen in nationales Recht ein. Sie enthielten Empfehlungen bezüglich Behausung, Farmhaltung, Gesundheitsuntersuchung, Forschung, Tötungsmethoden und Ausrüstung; sie sprachen sich gegen Substanzen aus, welche die Tiere schädigen könnten.
Haltung und Züchtung dort definierter Pelztierarten oder ihrer Nachzuchten zur Erzeugung von Häuten oder Fellen oder zu sonstigen landwirtschaftlichen Zwecken regelt seit 2017 besonders das Tiererzeugnisse-Handels-Verbotsgesetz über die allgemeinen Anforderungen  des Tierschutzgesetzes hinaus. Es ist grundsätzlich verboten, sofern vorher keine behördliche, auf zehn Jahre befristete Erlaubnis erteilt wurde. Strengere Regelungen versuchte die Tierschutz-Nutztierhaltungsverordnung, die das Bundesverfassungsgericht jedoch als grundgesetzwidrig erkannt hatte. Der Begriff „Pelztierfarm“ fand und findet sich in den Regelungen allerdings nicht.

## Dachverband
Vertreten werden die Pelztierzüchter in 16 Ländern durch den europäischen Pelztierzüchterverband (EFBA).

## Geschichte
In den USA gab es laut dem Deutschen Tierschutzbund rund 670 Pelztierfarmen, in der EU zirka 6000 (Stand 2008). In Deutschland gab es 2007 30 Farmen, zehn Jahre später nur noch sieben. Seit 2019 gibt es keine Nerzfarm mehr in Deutschland. Dänemark, Europas größter Nerzproduzent, verzeichnete 2100 Farmen (Stand 2003), Finnland 1700, Norwegen 600 und Schweden 140. 58 % des weltweiten Nerzfellangebots kam 2007 aus europäischen Farmen, mit einem Wert von rd. 1,5 Milliarden Euro. Wichtigster Abnehmer der europäischen Felle ist China (weltweit zweitgrößter Nerzfelllieferant).
Hier die Entwicklung für das Pelzland Kanada 1930 bis 1985:
| Jahr | Nerzfelle | Farmen | Fuchsfelle | Farmen |
| ---- | --------- | ------ | ---------- | ------ |
| 1930 | 3.284     | 793    | 64.098     | 5.070  |
| 1940 | 229.202   | 3.284  | 190.198    | 6.282  |
| 1950 | 589.352   | 2.557  | 63.062     | 985    |
| 1960 | 1.203.853 | 1.616  | 2.034      | 76     |
| 1970 | 1.499.211 | 837    | 1.305      | 45     |
| 1980 | 1.213.684 | 621    | 10.348     | 377    |
| 1985 | 1.422.084 | 596    | 53.998     | 938    |
| 2009 | 2.500.000 |        | 820.000    |        |

Von der im Jahr 2020 aufgetretenen COVID-19-Pandemie waren auch verschiedene europäische und zwei amerikanische Nerzfarmen betroffen. Einzelne Farmmitarbeiter und die Tiere waren infiziert. Die Tiere der europäischen Farmen wurden daraufhin zumeist vorsorglich getötet. Im niederländischen Parlament wurden am 23. Juni 2020 einige Anträge gestellt, die einen Stopp der Wiederinbetriebnahme der betroffenen Nerzfarmen vorsahen, die Aufrechterhaltung eines Transportverbotes für Nerze solange eine Infektionsgefahr besteht sowie einen Entschädigungsplan für die Nerzzüchter, damit der Ausstieg aus der Nerzhaltung schon zu Ende des Jahres 2020 und nicht erst, wie bereits beschlossen, 2024 vollzogen werden kann. Im September 2020 haben die Regierungen in Polen und Frankreich angekündigt, Pelzfarmen verbieten zu wollen. In Dänemark erklärte der sozialdemokratische Landwirtschaftsminister Mogens Jensen, die Nerzindustrie im Land sei nun zwar de facto für mehrere Jahre stillgelegt, werde aber nicht verboten. Die bürgerlichen Parteien unterstützen dies, womit es im Parlament keine Mehrheit für ein Verbot gibt.

## Kritik

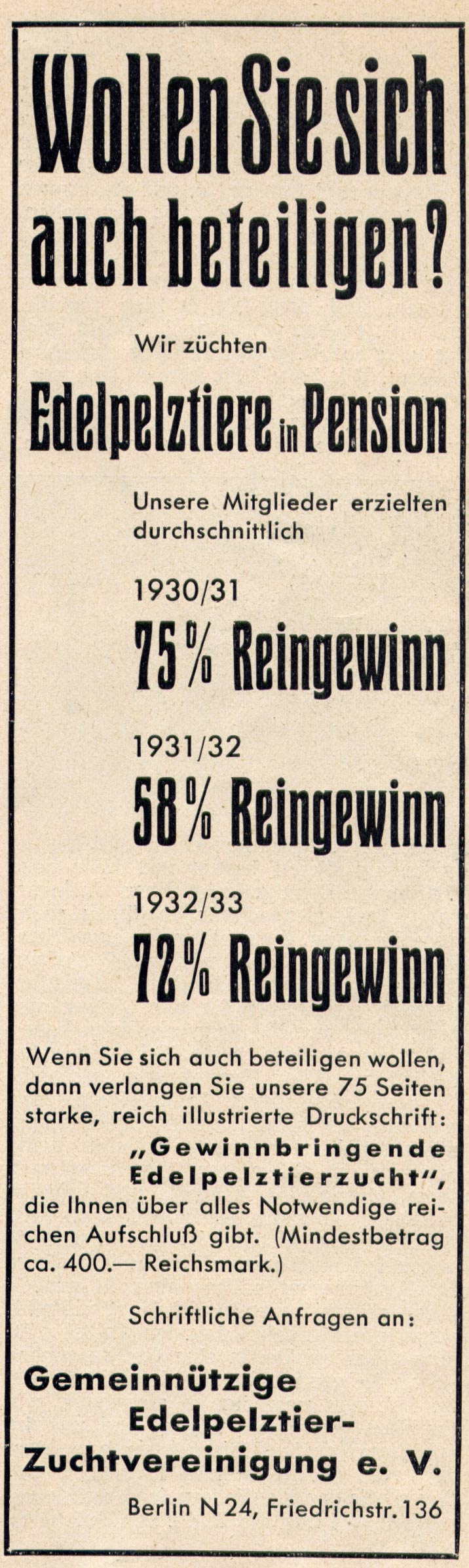
Werbung für die Beteiligung an der Edelpelztierzüchtung als Kapitalanlage (1933)

Tierrechtler fordern seit längerer Zeit ein weltweites Verbot von Pelztierfarmen. Unter anderem mit der Begründung, dass für den Menschen keinerlei Notwendigkeit mehr bestehe, Pelze zu tragen (und einhergehend Tiere dafür zu töten), da mittlerweile hochwertige Webpelz-Artikel („Fake-Fur“) produziert werden. Dass Menschen Pelz aus reinen Prestigegründen tragen und eben hierfür Lebewesen sterben müssten, findet indes ebenfalls Eingang in die Argumentation der Tierschützer.
Ferner wird bemängelt, dass Tiere in Käfigen gehalten werden, die um ein Vielfaches kleiner sind als die natürlichen Streifgebiete der Tiere. Bei Nerzen zum Beispiel etwa um das Zehnmillionenfache. In freier Natur würden Nerze, Marderhunde und Füchse ihren Artgenossen weiträumig aus dem Weg gehen und große Reviere für sich beanspruchen, laufen, klettern, schwimmen und sich mit der Nahrungssuche beschäftigen. Auf Pelztierfarmen wurden in der Vergangenheit oft Bedingungen festgestellt, bei denen die Tiere eng gedrängt bis zu ihrem Tod in ihrem Käfig dahin vegetieren mussten. Viele Tierrechtsorganisationen, wie unter anderem ARIWA und PETA, kritisieren die Pelzzucht.
Im Mai 2022 wurde eine europäische Bürgerinitiative gestartet, die das Verbot von Pelztierfarmen und das Verbot von Zuchttier-Pelzen auf dem europäischen Markt zum Ziel hat. Anfang Dezember wurde das Quorum von einer Million Unterschriften erreicht, damit muss sich die Europäische Kommission mit der Initiative befassen.
Im Vorfeld der Veröffentlichung des Europäischen Tierwohlberichts der für die Überarbeitung der EU-Tierschutzvorschriften zuständigen Europäischen Behörde für Lebensmittelsicherheit, auf dessen Basis im März 2026 über ein EU-weites Verbot von Pelztierfarmen entschieden werden soll, hat die finnische Organisation Oikeutta Eläimille („Gerechtigkeit für Tiere“) in Zusammenarbeit mit der amerikanischen Tierschutzorganisation Humane Society International im Dezember 2024 eine internationale Kampagne lanciert, bei der von Aktivisten der Gruppe heimlich erstellte Filmaufnahmen aus mehreren finnischen Pelzfarmen verbreitet werden, um die dort herrschenden Zustände bekannt zu machen. Der finnische Pelztierzüchterverband FIFUR protestierte gegen den aus seiner Sicht unerlaubten Einsatz verdeckter Filmaufnahmen und wies darauf hin, die Aufnahmen zeigten keine Missstände, sondern legale Praktiken.